# Hydrellia meigeni
Hydrellia meigeni är en tvåvingeart som beskrevs av Tadeusz Zatwarnicki 1988. Hydrellia meigeni ingår i släktet Hydrellia och familjen vattenflugor. Arten är reproducerande i Sverige. Inga underarter finns listade i Catalogue of Life.